# Zduny (gmina w województwie łódzkim)
Zduny (do 1953 gmina Bąków) – gmina wiejska w Polsce położona w województwie łódzkim, w powiecie łowickim. W latach 1975–1998 gmina administracyjnie należała do województwa skierniewickiego.
Siedziba gminy to Zduny.
Według danych z 31 grudnia 2007 gminę zamieszkiwało 6067 osób. Natomiast według danych z 31 grudnia 2017 roku gminę zamieszkiwały 5762 osoby.
Według danych z 31 grudnia 2019 roku gminę zamieszkiwało 5699 osób.

## Struktura powierzchni
Według danych z roku 2007 gmina Zduny ma obszar 128,55 km², w tym:
- użytki rolne: 91%
- użytki leśne: 1%

Gmina stanowi 13,01% powierzchni powiatu łowickiego.

## Demografia

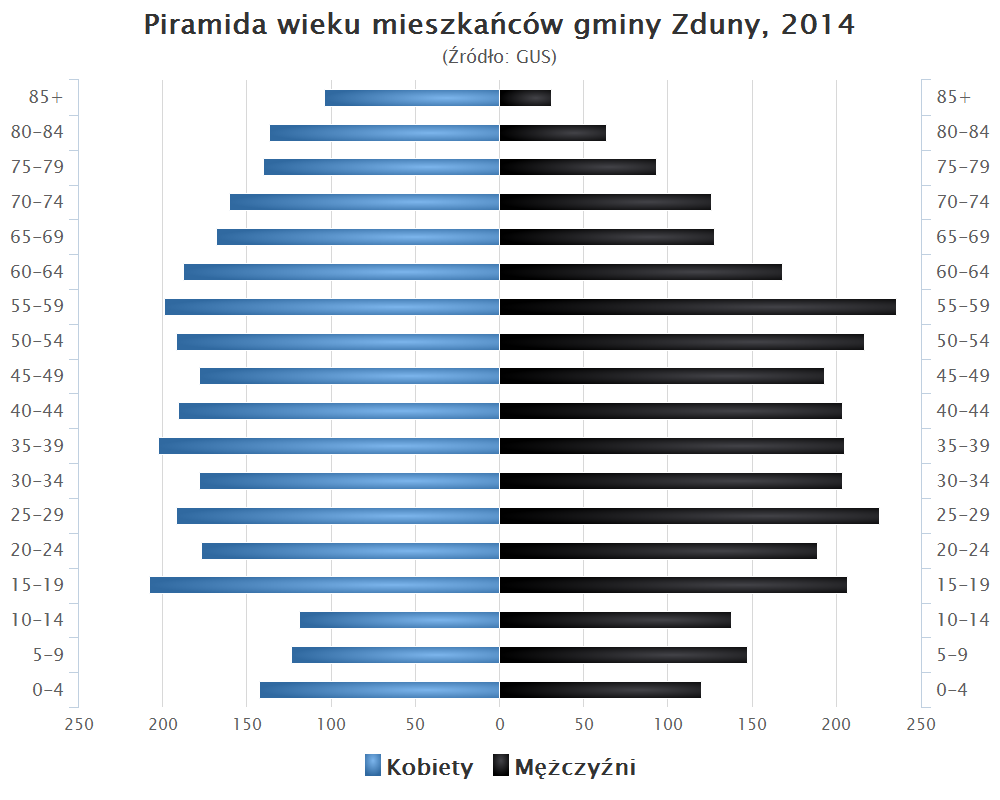
Piramida wieku mieszkańców gminy Zduny w 2014 roku

Dane z 31 grudnia 2017 roku:
| Opis                              | Ogółem | Ogółem | Kobiety | Kobiety | Mężczyźni | Mężczyźni |
| --------------------------------- | ------ | ------ | ------- | ------- | --------- | --------- |
| jednostka                         | osób   | %      | osób    | %       | osób      | %         |
| populacja                         | 5762   | 100    | 2959    | 51,4    | 2803      | 48,6      |
| gęstość zaludnienia (mieszk./km²) | 45     | 45     | 23      | 23      | 22        | 22        |

## Sołectwa
Bąków Dolny, Bąków Górny, Bogoria Dolna, Bogoria Górna, Bogoria Pofolwarczna, Dąbrowa, Jackowice, Łaźniki, Maurzyce, Nowe Zduny, Nowy Złaków, Pólka, Retki, Rząśno, Strugienice, Szymanowice, Urzecze, Wierznowice, Wiskienica Dolna, Wiskienica Górna, Zalesie, Zduny, Złaków Borowy, Złaków Kościelny.

## Ochotnicze Straże Pożarne w gminie
W gminie znajduje się 15 jednostek Ochotniczej Straży Pożarnej:
1. OSP Zduny – S-3, Krajowy system ratowniczo-gaśniczy
2. OSP Bąków Górny – S-2, Krajowy system ratowniczo-gaśniczy
3. OSP Złaków Kościelny – S-3, Krajowy system ratowniczo-gaśniczy
4. OSP Złaków Borowy – S-1
5. OSP Łaźniki – S-1
6. OSP Bąków Dolny – S-1
7. OSP Wiskienica Dolna – S-1
8. OSP Wiskienica Górna – S-1
9. OSP Rząśno – S-1
10. OSP Jackowice – S-1
11. OSP Strugienice – S-1
12. OSP Bogoria Dolna – S-1
13. OSP Urzecze – S-1
14. OSP Wierznowice – S-1
15. OSP Retki – S-1

## Sąsiednie gminy
Bedlno, Bielawy, Chąśno, Kiernozia, Łowicz, Żychlin